# Unnan
Unnan (även Unnån) är en å i nordöstra Dalarna inom Orsa kommun, total längd 54 km, avrinningsområde 417 km². Ån rinner genom ett glest bebyggt skogslandskap mot sydsydost och mynnar i Oreälven bara några kilometer innan denna mynnar i Orsasjön. Unnans största biflöde är Djupån, som högre upp kallas Näckån.